# Pictured Within
Pictured Within (с англ. — «Запечатлённые внутри») − первый после 16-летнего перерыва студийный альбом британского композитора и клавишника Джона Лорда (Deep Purple), выпущенный  в октябре 1998 года на Virgin Classics.  В записи принимали участие такие музыканты, как Сэм Браун, Миллер Андерсон, Пит Йорк, Тейс ван Лер и другие. «Wait A While», одна из немногих неинструментальных композиций альбома с вокалом Сэм Браун, вышла как сингл в 1999 году. Кроме того, Джон Лорд организовал небольшой тур по Германии в мае 1999 года для продвижения альбома.

## Список композиций
- Часть 1 — The Valley

1. «Sunrise» (5.47)
2. «Pictured Within» (5.22) — Вокал: Миллер Андерсон
3. «From The Windmill» (6.55)

- Часть 2 — Blue Sky Dreams

1. «Circles Of Stone» (2.24)
2. «Menorca Blue» (4.10)
3. «Evening Song» (8.00) — Вокал: Сэм Браун

- Часть 3 — Of Heroes and Heroines

1. «Music For Miriam» (4.48)
2. «Arc-En-Ciel» (4.29)
3. «Wait A While» (5.57) — Вокал: Сэм Браун

- Часть 4 — Beneath A Higher Heaven

1. «Crystal Spa (Kyrie Eleison)» (14.40)
2. «The Mountain-Sunset» (5.24)
3. «A Different Sky» (6.49)

## Подробности создания
- Вся музыка сочинена Джоном Лордом. Тексты песен сочинены Джоном Лордом («Pictured Within») и Сэм Браун («Evening Song», «Wait A While»)
- Смикшировано в Everest Studios, Кёльн
- Записано в Maarweg Studios, Кёльн, 1997 г.
- Сведено Франком Мейером
- Смикшировано Франком Мейером и Джоном Лордом (ассистент Крис Хейнеман)

## Состав
- Джон Лорд — фортепиано
- Хааген Кур — виолончель
- Инна Сток — гобой, английский рожок
- Франк Страк — валторна
- Родриго Райхель — скрипка
- Стефан Пинтев — скрипка
- Витас Сондецкис — виолончель
- Майк Рутледж — альт
- Миллер Андерсон — вокал
- Сэм Браун — вокал
- Марио Аргандона — перкуссия, голоса
- Пит Йорк — оркестровая перкуссия
- Колин Ходжкинсон — безладовый бас
- Рави — кора
- Тейс ван Лир — флейта
- Рик Келлер — сопрано-саксофон
- Сабина ван Баарен — голоса
- Кристина Люкс-Йорк — голоса
- Серж Майлиард — голоса
- Стефан Шойс — голоса